# Hans K. Schulze
Hans Kurt Schulze (* 8. Oktober 1932 in Altenburg; † 10. Juni 2013 in Niederweimar) war ein deutscher Historiker. Er lehrte von 1981 bis 1998 als ordentlicher Professor für mittelalterliche Geschichte an der Philipps-Universität Marburg.

## Leben und Wirken
Hans K. Schulze wurde als Sohn des Volks- und Sonderschullehrers sowie späteren Direktors des Schloss- und Spielkartenmuseums Altenburg Kurt Schulze geboren, welcher auch Mitglied des 1961 gegründeten Altenburger Skatgerichtes war. Er besuchte von 1939 bis 1943 die Volksschule Apolda sowie von 1943 bis 1951 die Oberschule Apolda und die Karl-Marx-Oberschule Altenburg. Die Reifeprüfung erfolgte im Juni 1951. Schulze studierte anschließend vom Wintersemester 1951/52 bis Sommersemester 1955 Geschichte an der Universität Leipzig und vom Sommersemester 1956 bis Wintersemester 1959/60 Geschichte und Klassische Philologie an der Freien Universität Berlin. Dort wurde er 1962 mit der Arbeit Adelsherrschaft und Landesherrschaft bei Herbert Helbig promoviert. Von 1962 bis 1970 war er bei Walter Schlesinger als wissenschaftlicher Assistent an der Forschungsstelle für Geschichtliche Landeskunde Mitteldeutschlands in Marburg tätig. Im Jahr 1970 habilitierte er sich bei Walter Schlesinger an der Universität Marburg mit einer Arbeit über die Grafschaftsverfassung der Karolingerzeit in den Gebieten östlich des Rheines für Mittelalterliche Geschichte und deutsche Landesgeschichte. 
Von 1971 bis 1998 lehrte Schulze als Professor für Geschichte des Mittelalters an der Universität Marburg. Er war 1972/73 und 1988/89 Dekan des Fachbereichs Geschichte und Kulturwissenschaften. Auch nach seinem Eintritt in den Ruhestand hielt Hans K. Schulze bis 2012 regelmäßig Vorlesungen ab. Schulze war Mitglied und von 1998 bis 2001 Vorsitzender der Historischen Kommission für Sachsen-Anhalt. Weiterhin war er Mitglied im Wissenschaftlichen Arbeitskreis für Mitteldeutschland und Mitglied des Herausgebergremiums der Reihe Städteforschung in Münster. Zu seinen akademischen Schülern gehörte Matthias Hardt.
Schulzes Arbeitsschwerpunkte waren die allgemeine Geschichte des frühen und hohen Mittelalters, die Rechts-, Verfassungs- und Sozialgeschichte, die deutsche Landesgeschichte sowie die Stadt- und Siedlungsgeschichte. Er galt als ausgewiesener Experte für die Geschichte des Kaisertums im mittelalterlichen Deutschland. In seiner Habilitationsschrift erscheint die Grafschaftsverfassung als „eines der wesentlichsten Instrumente der Herrschaft des Königs über das Reich und als einer grundlegenden Institution der Reichsorganisation hinsichtlich Rechtspflege, Verwaltung und Heerwesen“. Dass Schulze damit wieder zur älteren Lehre, wie sie etwa von Georg von Below vertreten wurde, zurückkehrte, wurde von Michael Borgolte heftig kritisiert. Nach Schulzes Arbeit erschienen mit den Studien von Michael Borgolte, Ulrich Nonn und Ludwig Holzfurtner nur noch drei größere Arbeiten zu diesem Thema. Die weitere Kontroverse blieb ohne konsensfähiges Ergebnis. In einer jüngeren Studie wird Schulzes Arbeit als ein „Dreh- und Angelpunkt“ der Grafschaftsordnung gewürdigt. Mit dieser Arbeit habe sich der Ansatz durchgesetzt, mit landesgeschichtlichen Methoden kleine Untersuchungsräume zu erforschen. Außerdem habe die Wiederbelebung der älteren Verfassungsgeschichte dazu geführt, alle Thesen zu diesem Thema zur Diskussion zu stellen.
Große Aufmerksamkeit erfuhren über den deutschsprachigen Sprachraum hinaus seine in vier Bänden veröffentlichten Grundstrukturen der Verfassung im Mittelalter. Der erste Band erschien 2004 in vierter und der zweite Band 2000 in dritter Auflage. Die Bände sind in japanischer Übersetzung verfügbar. Schulze verfasste für die Reihe Siedler Deutsche Geschichte 1987 bzw. 1991 die Bände über die Merowinger und Karolinger (Vom Reich der Franken zum Land der Deutschen) sowie die Ottonen und Salier (Hegemoniales Kaisertum. Ottonen und Salier). Bei seinen Forschungen wurde der mitteldeutsche Raum zum Schwerpunkt seiner Tätigkeit.

## Schriften
Monografien
- Von der Harzburg nach Canossa. Kaiser Heinrich IV., Papst Gregor VII. und die Sachsen. Bussert & Stadeler, Jena u. a. 2012, ISBN 978-3942115117.
- Siedlung, Wirtschaft und Verfassung im Mittelalter. Ausgewählte Aufsätze zur Geschichte Mittel- und Ostdeutschlands (= Quellen und Forschungen zur Geschichte Sachsen-Anhalts. Bd. 5). Böhlau, Köln u. a. 2006, ISBN 3-412-15602-7.
- Die Harzkaiser. Historische Essays. Bussert & Stadeler, Jena u. a. 2004, ISBN 3-932906-41-1.
- Vom Reich der Franken zum Land der Deutschen. Merowinger und Karolinger. Siedler, Berlin 1993, ISBN 3-88680-058-X.
- Hegemoniales Kaisertum. Ottonen und Salier. Siedler, München 1991, ISBN 3-442-75520-4.
- Grundstrukturen der Verfassung im Mittelalter. Kohlhammer, Stuttgart u. a. 1985–2011;
  - Band 1: Stammesverband, Gefolgschaft, Lehnswesen, Grundherrschaft (= Kohlhammer-Urban-Taschenbücher. Bd. 371). 1985, ISBN 3-17-008853-X (4., aktualisierte Auflage. ebenda 2004, ISBN 3-17-018239-0);
  - Band 2: Familie, Sippe und Geschlecht, Haus und Hof, Dorf und Mark, Burg, Pfalz und Königshof, Stadt (= Kohlhammer-Urban-Taschenbücher. Bd. 372). 1986, ISBN 3-17-008863-7 (3., verbesserte Auflage. ebenda 2000, ISBN 3-17-016393-0);
  - Band 3: Kaiser und Reich (= Kohlhammer-Urban-Taschenbücher. Bd. 463). 1998, ISBN 3-17-013053-6;
  - Band 4: Das Königtum (= Kohlhammer-Urban-Taschenbücher. Bd. 464). 2011, ISBN 978-3170148635.
- Die Grafschaftsverfassung der Karolingerzeit in den Gebieten östlich des Rheins (= Schriften zur Verfassungsgeschichte. Bd. 19). Duncker und Humblot, Berlin 1973, ISBN 3-428-02945-3 (Zugleich: Marburg, Universität, Habilitations-Schrift, 1970).
- Das Stift Gernrode (= Mitteldeutsche Forschungen. Bd. 38, ISSN 0544-5957). Unter Verwendung eines Manuskripts von Reinhold Specht. Mit einem kunstgeschichtlichen Beitrag über die Stiftskirche von Günter W. Vorbrodt. Böhlau, Köln u. a. 1965.
- Adelsherrschaft und Landesherrschaft. Studien zur Verfassungs- und Besitzgeschichte der Altmark, des ostsächsischen Raumes und der hannoverschen Wendlandes im hohen Mittelalter (= Mitteldeutsche Forschungen. Bd. 29). Böhlau, Köln u. a. 1963 (Zugleich: Berlin, Freie Universität, phil. Dissertation, vom 16. Januar 1962).

Herausgeberschaften
- Urkundenbuch des Hochstifts Naumburg. Band 2: 1207–1304 (= Quellen und Forschungen zur Geschichte Sachsen-Anhalts. Bd. 2). Auf der Grundlage der Vorarbeiten von Felix Rosenfeld und Walter Möllenberg bearbeitet von Hans Patze und Josef Dolle. Böhlau, Köln u. a. 2000, ISBN 3-412-14499-1.
- Städtisches Um- und Hinterland in vorindustrieller Zeit (= Städteforschung. Reihe A: Darstellungen. Bd. 22). Böhlau, Köln u. a. 1985, ISBN 3-412-05985-4.